# 索瓦塔

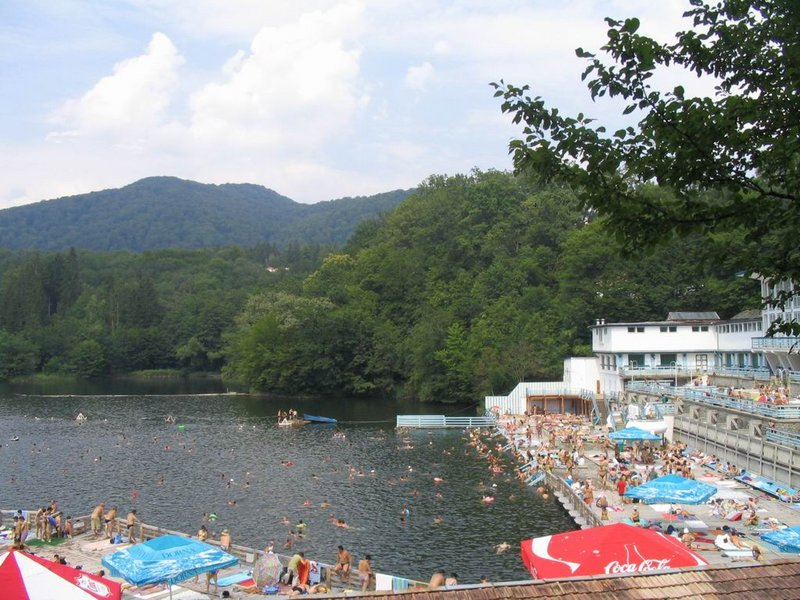

索瓦塔是羅馬尼亞的城鎮，位於該國中部，距離首府特爾古穆列什60公里，由穆列什縣負責管轄，始建於1602年，面積96平方公里，海拔高度500米，每年平均降雨量700毫米，2007年人口9,796。

## 外部連結
- Resort Sovata （页面存档备份，存于）
- Sovata  （页面存档备份，存于） （匈牙利文）
- Sovata accommodation and guide map